# 34161 Michaellee
34161 Michaellee è un asteroide della fascia principale. Scoperto nel 2000, presenta un'orbita caratterizzata da un semiasse maggiore pari a 2,2393484 au e da un'eccentricità di 0,1113439, inclinata di 2,73177° rispetto all'eclittica.